# Paragraf 175 (film)
Paragraf 175 (ang. Paragraph 175) – film dokumentalny w reżyserii Roba Epsteina i Jeffreya Friedmana z 2000 roku, zrealizowany w koprodukcji niemiecko-brytyjsko-amerykańskiej.
Dokument opisuje prześladowania homoseksualistów w III Rzeszy. Składa się w dużej części z wywiadów przeprowadzonych z dwunastoma żyjącymi jeszcze ofiarami tych represji, które przeplatane są niemieckimi archiwalnymi filmami.